# Дукойни (Ошмянский район)
Дукойни (бел. Дуко́йні) — деревня в Ошмянском районе Гродненской области Беларуси. В составе Жупранского сельсовета.

## География
Ближайшие населённые пункты Большие Шумилишки, Латовичи и др.

## Этимология
Название производное от фамилии с балтийской основой — потомки по линии жены, дочери. Близкая основа у слов dūkinėti, dūkinti.

## История
В 1905 году в Ошмянском уезде Полянской волости Виленской губернии.

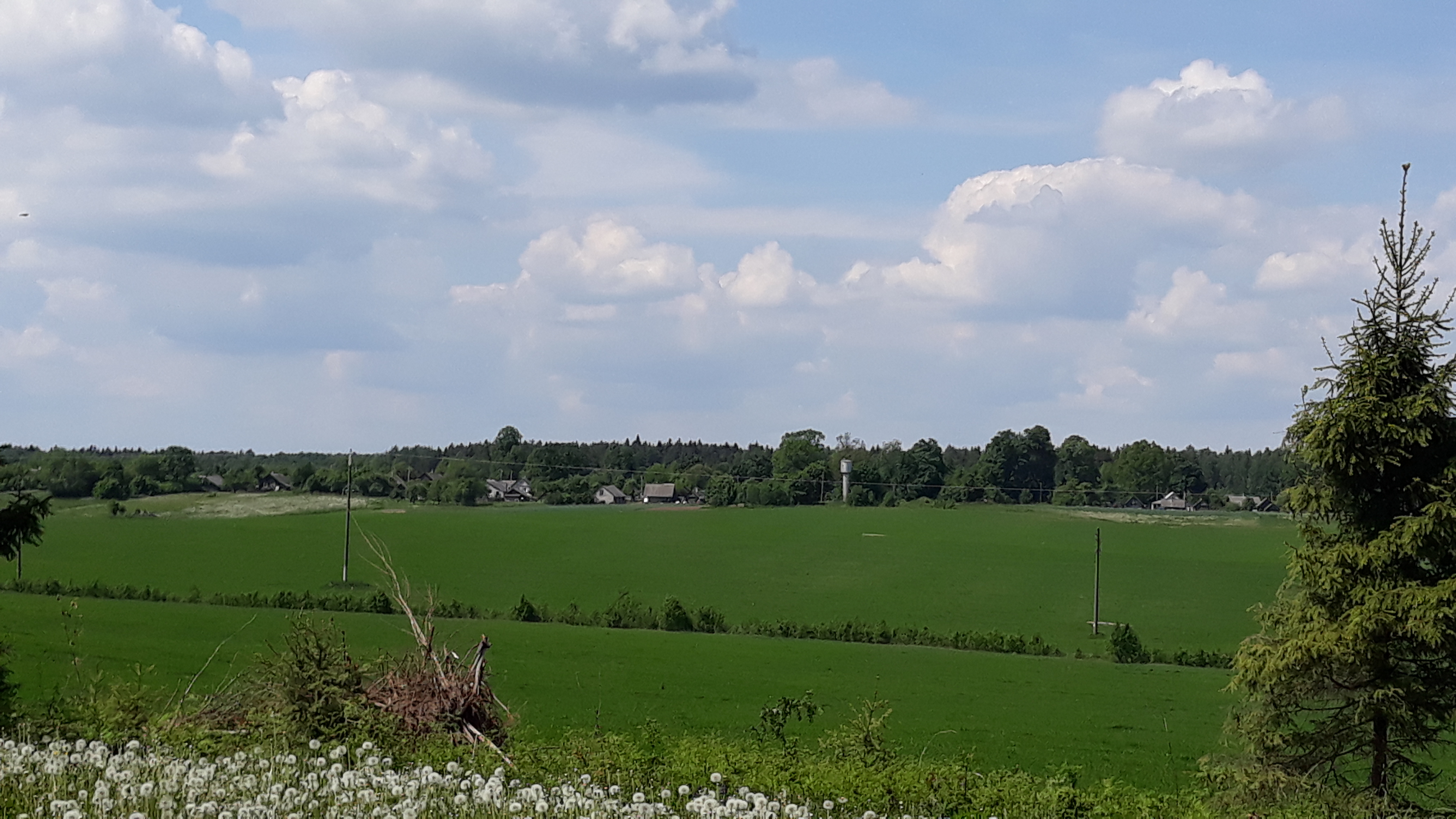

До 2 декабря 1961 года деревня входила в состав Повяжинского сельсовета, после — в состав Жупранского сельсовета. До 20 июня 1988 года деревня входила в состав Полянского сельсовета.

## Население

### Численность
- 2009 год — 58 жителей

### Динамика
- 1999 год — 85 жителей (перепись населения)
- 2009 год — 58 жителей (перепись населения)[4]
- 2019 год — 47 жителей (перепись населения)